# Digital Ink
Digital Ink, född 29 maj 2009 på Tillinge-Åby i Enköping i Uppsala län, är en svensk varmblodig travhäst. Han tränas och körs av Robert Bergh sedan 2016. Han tränades tidigare av sin uppfödare och ägare Stefan Melander och kördes då av Örjan Kihlström.
Digital Ink började tävla sommaren 2012 och tog första segern i den fjärde starten. Han har till januari 2020 sprungit in 7,2 miljoner kronor på 95 starter varav 33 segrar, 16 andraplatser och 9 tredjeplatser. Han har tagit karriärens hittills största segrar i Breeders' Crown (2013), Solvalla Grand Prix (2013) och Hilda Zonetts Lopp (2019). Han tog sju raka segrar i Gulddivisionen mellan december 2014 och mars 2015, däribland tre raka finalsegrar (dec, feb, mars). Han har även kommit på andraplats i Svenskt Mästerskap (2019) samt på tredjeplats i Gulddivisionens final (nov 2019).

## Karriär

### Tiden hos Melander

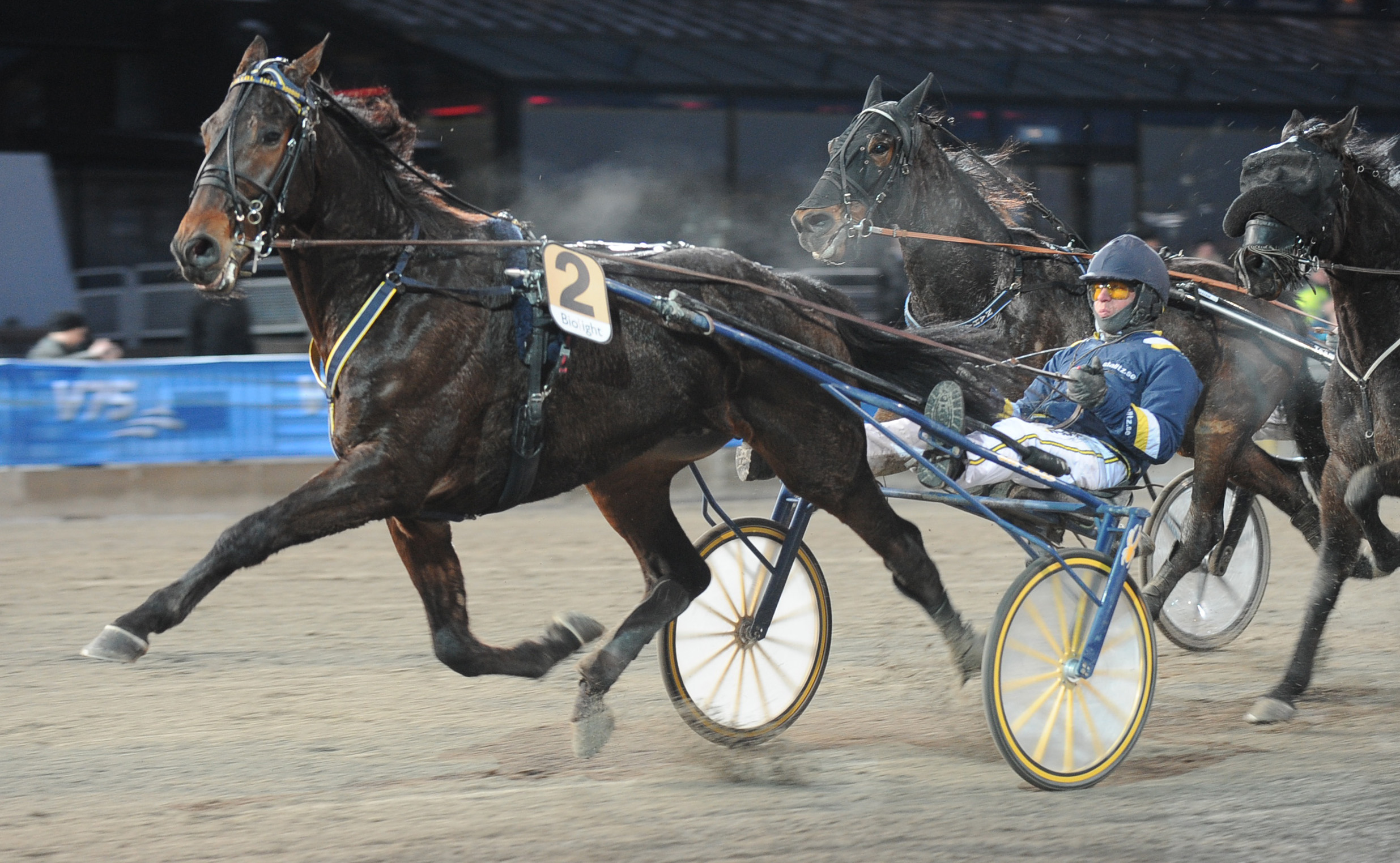
Digital Ink och Kihlström i december 2014.

Digital Ink började tävla som treåring då han debuterade i lopp den 15 juni 2012 på Romme. Han kördes av Marcus M. Melander i debuten och slutade på sjätteplats. I karriärens fjärde start, den 18 augusti 2012 på Gävletravet, tog Digital Ink (körd av Ulf Ohlsson) sin första seger. Han debuterade i rikstotolopp i den nionde starten, den 31 oktober 2012 på Solvalla. Han, som i detta lopp kördes av Örjan Kihlström för första gången, slutade på andraplats. Ekipaget följde upp debuten tillsammans med två raka segrar. Först i Klass II-finalen den 7 november och sedan i ett Klass I-försök den 1 december. Därefter slutade de på andraplats i Klass I-finalen den 29 december, vilket också kom att bli Digital Inks sista start för året. Totalt sprang han in ca 550 000 kr på 12 starter under debutsäsongen.
Säsongen 2013 årsdebuterade Digital Ink med en seger den 6 mars i ett lopp på hemmabanan Solvalla. Han var därefter obesegrad i säsongens fyra första starter. Den 3 november segrade han i finalen av svenska Breeders' Crown för fyraåriga hingstar och valacker. Segern följdes upp med även en seger i Solvalla Grand Prix den 16 november, vilket också blev säsongens sista start. Han sprang in totalt cirka 2,6 miljoner kronor på 14 starter under sin andra säsong.
Även säsongen 2014 årsdebuterade Digital Ink med en seger, detta den 28 mars på Solvalla. Efter årsdebuten följde fyra raka andraplatser, bland annat bakom Timoko den 25 maj i ett försökslopp av Elitloppet på Solvalla. I Elitloppsfinalen galopperade Digital Ink bort sina möjligheter. Han avslutade säsongen 2014 med två raka rikstotosegrar, bland annat seger i Gulddivisionens final den 26 december på Solvalla. Säsongen 2015 var Digital Ink obesegrad under hela säsongen med segrar i säsongens samtliga fem starter. Han segrade bland annat i Gävle Stora Pris den 21 februari och Mälarpriset den 14 mars samt tog dubbla segrar i Gulddivisionens final den 7 februari och den 28 mars. Digital Ink blev skadad i april 2015 och var borta resten av säsongen 2015 samt större delen av säsongen 2016. Digital Ink gjorde tävlingscomeback den 1 oktober 2016 på Färjestadstravet. Han slutade oplacerad och utgick under loppet efter att ha galopperat.

### Tiden hos Bergh

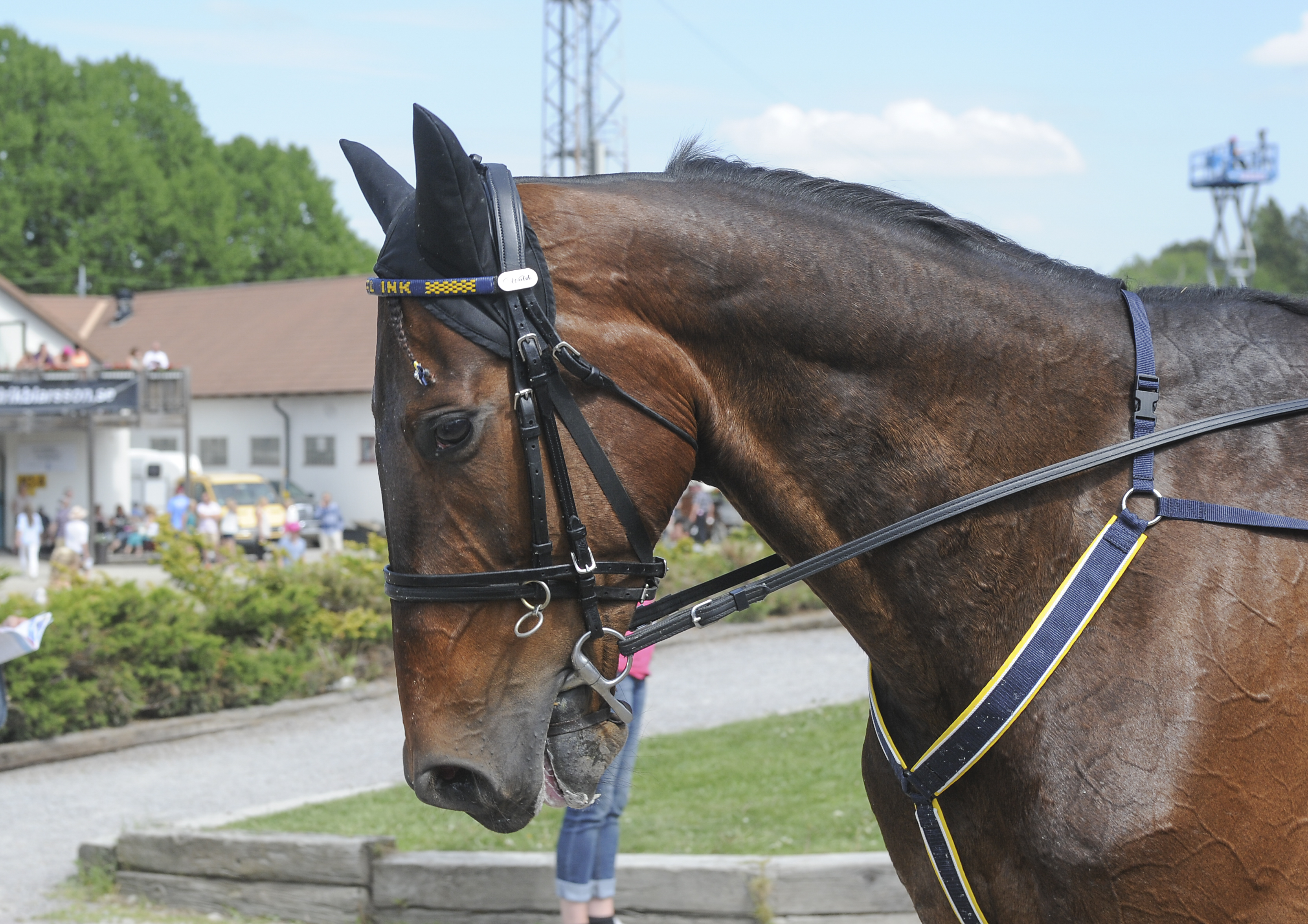
Digital Ink på stallbacken inför ett lopp.

Den 1 december 2016 flyttades Digital Ink från sin ägare och uppfödare Stefan Melander till tränare Robert Bergh. Han debuterade i Berghs regi den 28 september 2017 i ett lopp över 2640 meter på Bollnästravet. Han segrade med sex längder från ledningen i debuten. Därefter startade han i Svenskt Mästerskap den 14 oktober på den nya hemmabanan Åby. Han slutade oplacerad efter att ha travat utvändigt om loppets ledare Readly Express.
Den 4 november 2017 startade han i ett försökslopp av Gulddivisionen på Bergsåker, där han blev oplacerad efter vinnande Nuncio. Han var tillbaka i vinnarcirkeln den 7 december 2017 då han segrade i ett lopp på Örebrotravet. Den 16 december 2017 kom han på andraplats i Gävle Stora Pris, där han kördes av Nicklas Westerholm. Han gjorde därefter årets sista start den 26 december 2017 i Gulddivisionens final på Solvalla, där han slutade på fjärdeplats.
Säsongen 2018 inledde han med en seger den 6 januari i ett försökslopp av Gulddivisionen. Därefter följde ett kortare tävlingsuppehåll innan han gjorde comeback den 23 mars 2018, vilket slutade med ytterligare en seger. Han startade i ett uttagningslopp till Olympiatravet den 1 april 2018 där han slutade på tredjeplats efter en upploppsduell med On Track Piraten och Zenit Brick. Den 21 april 2018 startade han i Guldbjörken på Umåker. Han var favoritspelad i loppet före Cruzado Dela Noche, men slutade oplacerad bakom skrällvinnaren Beau Mec. Den 5 maj 2018 kom han kom femteplats i ett Gulddivisionslopp på Örebrotravet. Han fick tillbaka sin tidigare ordinariekusk Örjan Kihlström den 30 maj 2018, då de tog en andraplats i Gösta Bergengrens Minneslopp.
Under det så kallade Midnattstravet den 16 juni 2018 på Bodentravet startade han i Norrbottens Stora Pris. Han skar mållinjen som åtta och blev således oplacerad. Kihlström var upptagen med att köra Propulsion och tränare Bergh var frånvarande på grund av sjukdom, varför han i detta lopp kördes av Peter Ingves. Han kom på andraplats i Stig Lindmarks Styrkeprov den 6 oktober 2018, närmast efter On Track Piraten. Den 14 november 2018 segrade han i ett lopp på Bergsåker och passerade 6 miljoner kronor insprunget under karriären.
Under hösten och vintern 2019 var Digital Ink tillbaka i storform. Han kom på andraplats i Svenskt Mästerskap den 12 oktober 2019. Detta följdes sedan upp med en tredjeplats i Gulddivisionens final den 2 november 2019. I starten därpå satte han nytt svenskt rekord över 1660 meter voltstart när han segrade på tiden 1.11,1 i ett lopp på Bergsåker den 7 november 2019. Han kom på andraplats i Gävle Stora Pris den 30 november, och segrade sedan i Hilda Zonetts Lopp den 14 december 2019.

## Fotnoter
1. ↑  Stefan Melander fram till 1 december 2016, därefter Robert Bergh.
2. ↑  Örjan Kihlström fram till 1 december 2016, därefter Robert Bergh och Kihlström.